# Megaselia intercostata
Megaselia intercostata är en tvåvingeart som först beskrevs av William Lundbeck 1921.  Megaselia intercostata ingår i släktet Megaselia och familjen puckelflugor. Arten är reproducerande i Sverige. Inga underarter finns listade i Catalogue of Life.